# Humble Quest
| Совокупная оценка    | Совокупная оценка |
| Источник             | Оценка            |
| -------------------- | ----------------- |
| Metacritic           | 81/100            |
| Оценки критиков      |                   |
| Источник             | Оценка            |
| AllMusic             | [ 1 ]             |
| Entertainment Weekly | B+                |
| Pitchfork            | 8.0/10            |
| Rolling Stone        | [ 4 ]             |

Humble Quest — третий студийный альбом американской кантри-певицы Марен Моррис, выпущенный 25 марта 2022 года на лейбле Columbia Nashville.
Альбом получил три номинации на 65-й ежегодной премии Грэмми, в том числе за лучший кантри-альбом, а лид-сингл «Circles Around This Town» был номинирован за лучшую кантри-песню и лучшее сольное исполнение в стиле кантри.

## Об альбоме
Моррис является соавтором всех одиннадцати треков, сотрудничая с Сарой Ааронс, Джулией Майклз, Райаном Хердом, Натали Хемби, Хилари Линдси, Лори МакКенна и Лиз Роуз. Продюсированием занимался Грег Кёрстин. В интервью NPR Моррис объяснила смысл и название проекта:
«Я всегда думала, что это такое интересное слово, потому что оно означает, что вы приземлены и не зациклены на чем-то, но я думаю, что за последние два года это слово для меня изменилось. Я думаю, оно означает, что вы ближе всего к своему компасу, чем когда-либо. Оно не предназначено для публичного потребления, чтобы показать, насколько ты легко воспринимаешь окружающих. […] Я думаю, что именно поэтому я написал песню „Humble Quest“ — о том, что это будет постоянный разговор и путешествие, которое, вероятно, никогда не закончится. И я смирился с этим. Мы все просто неловко чувствуем себя в этом странном мире»..
 Песня «What Would This World Do» — это дань уважения Майклу Басби, продюсеру, который работал над каждой из предыдущих пластинок Морриса и умер от рака мозга в 2019 году.

## Отзывы
Альбом получил положительные отзывы музыкальных критиков и интернет-изданий. Он получил 81 из 100 баллов на интернет-агрегаторе Metacritic. Сэм Содомски из Pitchfork определил альбом как «творчески авантюрный», отметив, что «мягкий подход Humble Quest кажется антитетичным доминирующим тенденциям современной поп-музыки», потому что в альбоме «Моррис звучит в основном довольной собой». Автор Consequence Мэри Сироки отмечает, что это «более органичная запись, чем её предшественница; [… ] объясняет это как отсутствием давления во время написания треков, так и удалённостью от Нэшвилла», и что альбом «даёт возможность давним слушателям насладиться некоторыми вещами, за которые Моррис стала так любима», такими как «аутентичность, массивный вокал и немного лирической игривости». Billboard пишет, что продюсирование «интимность пронизывает часто тонкую» ведьму, позволяя «слушателю проникнуть в разные уголки её мира», став «её самой привлекательной работой».
| Год  | Церемония     | Награда            | Результат | Ссылка |
| ---- | ------------- | ------------------ | --------- | ------ |
| 2022 | CMA Awards    | Album of the Year  | Номинация | [ 15 ] |
| 2023 | Grammy Awards | Best Country Album | Номинация | [ 16 ] |

## Коммерческий успех
Humble Quest попадала в Книгу рекордов Гиннесса по количеству потоков за первый день и первую неделю для кантри-альбома женского исполнителя на Amazon Music.

## Список композиций
| №                   | Название                    | Автор(ы)                                            | Длительность |
| ------------------- | --------------------------- | --------------------------------------------------- | ------------ |
| 1.                  | «Circles Around This Town»  | Maren Morris Jimmy Robbins Julia Michaels Ryan Hurd | 3:15         |
| 2.                  | «The Furthest Thing»        | Morris Hurd Greg Kurstin                            | 3:53         |
| 3.                  | «I Can't Love You Anymore»  | Morris Hurd Kurstin                                 | 2:49         |
| 4.                  | «Humble Quest»              | Morris Robbins Laura Veltz                          | 3:24         |
| 5.                  | «Background Music»          | Morris Robbins Veltz                                | 3:34         |
| 6.                  | «Nervous»                   | Morris Robbins Natalie Hemby                        | 2:55         |
| 7.                  | «Tall Guys»                 | Morris Hemby Aaron Raitiere                         | 2:43         |
| 8.                  | «Detour»                    | Morris Kurstin Veltz Sarah Aarons                   | 4:07         |
| 9.                  | «Hummingbird»               | Morris Hillary Lindsey Lori McKenna Liz Rose        | 3:19         |
| 10.                 | «Good Friends»              | Morris Kurstin Hemby                                | 3:28         |
| 11.                 | «What Would This World Do?» | Morris Hurd Jon Green                               | 4:01         |
| Общая длительность: | Общая длительность:         | Общая длительность:                                 | 37:28        |

## Позиции в чартах

### Еженедельные чарты
| Чарт (2022)                              | Высшая позиция |
| ---------------------------------------- | -------------- |
| Канада (Canadian Albums Chart)           | 60             |
| Шотландия (Scottish Albums Chart)        | 28             |
| Великобритания (UK Country Albums Chart) | 3              |
| Великобритания (UK Digital Albums Chart) | 24             |
| США (Billboard 200)                      | 21             |
| США (Billboard Top Country Albums)       | 2              |